# Jacob Kroeff Filho
Jacob Kroeff Filho (Merl, 1851 — Novo Hamburgo, fevereiro de 1926) foi um empresário e político teuto-brasileiro.
É filho do imigrante alemão Jacob Kroeff, hoteleiro em Hamburgo Velho na metade do século XIX. Casou em 1873 com Maria Teresa Steigleder, com quem teve nove filhos, entre eles Jacob Kroeff Neto, também deputado estadual.
Foi açougueiro, proprietário de um dos maiores matadouros da região, Matadouro Jacob Kroeff & Wiltgen, fundado em 1912, e proprietário de fazendas e estâncias no Alto da Serra. O matadouro possuía inclusive uma estação ferroviária própria, a Estação Kroeff ou Desvio Kroeff de onde era transportada a carne que abastecia Porto Alegre.
Foi nomeado, em 6 de abril de 1891, pelo governador Fernando Abbott, com tenente-coronel da Guarda Nacional.
Foi eleito  deputado estadual, à 22ª Legislatura da Assembleia Legislativa do Rio Grande do Sul, de 1893 a 1897.
Foi um dos fundadores, junto com Luís Englert, do Partido Católico do Centro, de vida efêmera.